# Heliconius inca
Heliconius inca är en fjärilsart som beskrevs av Heinrich Neustetter 1928. Heliconius inca ingår i släktet Heliconius och familjen praktfjärilar. Inga underarter finns listade i Catalogue of Life.